# De Havik (windmolen)
De windmolen De Havik in Grootschermer is in 1576 gebouwd ter bemaling van de Eilandspolder. In 1861 werd de molen verplaatst van de Delft bij De Rijp naar zijn huidige locatie. Nadat in 1874 een stoomgemaal op de plaats waar voorheen De Havik stond, het water uit de polder pompte, is De Havik verbouwd tot woning. De molen is in 1964 voor het laatst ingrijpend gerestaureerd. Sinds 1978 draait de molen soms. De molen is niet te bezichtigen. De molen is eigendom van musicus Hans Dulfer, die de molen bewoont.